# Altruizm krewniaczy
Altruizm krewniaczy – genetycznie uwarunkowany altruizm przejawiany w stosunku do osobnika spokrewnionego. Termin wprowadzony przez brytyjskiego teoretyka ewolucji Williama Donalda Hamiltona w ramach jego ewolucyjnej koncepcji doboru łącznego wyjaśniającej ewolucyjny sens występowania altruizmu u zwierząt i ludzi.

## Altruizm krewniaczy jako zachowanie adaptacyjne
W świetle indywidualnego doboru naturalnego (a więc doboru rozumianego jako selekcja najlepiej dostosowanych osobników, której miarą jest liczba wydawanego na świat potomstwa) altruizm w myśl podejścia ewolucyjnego wydaje się nie mieć sensu. Osobnik przejawiający zachowania altruistyczne zmniejsza swoje szanse na przeżycie i reprodukcję (a tym samym na przekazanie cechy altruizmu potomstwu). Z kolei osobniki, którym pomógł, mogą jego kosztem przekazać swoje cechy potomstwu, tak że liczba egoistów w każdym pokoleniu zwiększałaby się kosztem altruistów, aż do zupełnego wymarcia tych ostatnich.
Rozwiązanie powyższego paradoksu zaproponował w roku 1964 Brytyjczyk William D. Hamilton, jeden z najwybitniejszych teoretyków ewolucji XX wieku. W koncepcji Hamiltona kluczowe znaczenie ma neodarwinowska zasada utożsamiająca podmiot ewolucji z genotypem, a nie z osobnikiem (który jest tylko danego genotypu nośnikiem). Tak więc dostosowanie pojedynczego osobnika (jego ewolucyjne dobro – rozumiane jako liczba potomstwa) nie tłumaczy całego dostosowania osobniczego genotypu. Dopiero gdy do dostosowania indywidualnego dołączymy w odpowiednim stopniu (zależnym od stopnia podobieństwa genetycznego) dostosowanie jego krewnych w linii bocznej (dostosowanie pośrednie według Browna), uzyskamy prawdziwe dostosowanie genotypu – łączne dostosowanie neodarwinowskie. Hamilton tego typu dostosowanie nazwał dostosowaniem łącznym (ang. inclusive fitness).
Dostosowanie łączne, jako suma własnego dostosowania osobnika oraz odpowiednich (odpowiadających wspólnym częściom genotypu) częściowych dostosowań jego krewnych, może być więc osiągane poprzez działania niekorzystne dla dostosowania danego organizmu, lecz korzystne z punktu widzenia jego genotypu. Działaniem takim może być zwiększenie dostosowania krewnych kosztem zmniejszenia dostosowania indywidualnego. Hamilton założył więc istnienie ewolucyjnego mechanizmu odpowiedzialnego za dobór tych cech organizmu, które mają korzystny wpływ na przeżywalność osobników spokrewnionych. Brytyjski biolog ewolucyjny John Maynard Smith taki hipotetyczny mechanizm nazwał doborem krewniaczym (kin selection).
Hamilton założył, że reguła doboru krewniaczego zwana regułą Hamiltona, odpowiadająca za altruizm krewniaczy (czyli ukierunkowany na krewnych), ma następującą postać:
{\displaystyle rB>C,}
gdzie:
{\displaystyle C} – adaptacyjny koszt pomocy (pogorszenie dostosowania indywidualnego udzielającego pomocy),
{\displaystyle B} – adaptacyjna korzyść odbiorcy pomocy (zwiększenie jego dostosowania),
{\displaystyle r} – stopień pokrewieństwa dawcy i odbiorcy pomocy.
Altruizm będzie w sensie ewolucyjnym opłacalny, jeśli {\displaystyle B} (adaptacyjny zysk obdarowanego, czyli polepszenie jego dostosowania) pomnożone przez {\displaystyle r} (współczynnik pokrewieństwa) przewyższy {\displaystyle C} (koszt ofiarodawcy, czyli pogorszenie jego dostosowania). Spełniony warunek w regule Hamiltona – czyli dodatnia zmiana poziomu dostosowania łącznego {\displaystyle (rB-C)} oznacza, że altruizm krewniaczy jest uzasadniony ewolucyjnie.
Tak więc, według koncepcji Hamiltona, w wyniku działań zwiększających dostosowanie łączne pula genów stopniowo wypełnia się genami odpowiadającymi za owo altruistyczne działanie. Osobniki dysponujące tymi genami mają wrodzoną dyspozycję do zachowań altruistycznych wobec osobników spokrewnionych.

## Wrodzone mechanizmy służebne wobec altruizmu krewniaczego
Wymogiem altruizmu krewniaczego jest dysponowanie przez osobniki wrodzonymi (przekazywanymi genetycznie) mechanizmami rozpoznawania pokrewieństwa – aktywującymi zachowania altruistyczne. Zaproponowano kilka takich wrodzonych mechanizmów mających służyć altruizmowi krewniaczemu:
- Mechanizm bliskości[1] – czyli wrodzona skłonności do zachowań altruistycznych aktywowaną przez bliskość „Jeśli jest blisko, pomóż mu”,. Tak więc zakładając że „blisko” oznacza krewnego mechanizm bliskości pozwala na realizację altruizmu krewniaczego. Mechanizm powyższy może występować u zwierząt zarówno na poziomie stada, jak i grupy rodzinnej.

- Mechanizm znajomości[2][3] – czyli wrodzona skłonność do zachowań altruistycznych aktywowaną zgodną z zasadą: „Jeśli go znasz, pomóż mu” (w tym wypadku „znany” oznacza krewnego). Działa on albo dzięki wdrukowaniu (imprinting) – zjawisku po raz pierwszy zaobserwowanemu przez Konrada Lorenza, albo też dzięki wpływowi bardziej złożonych interakcji społecznych (szczególnie w okresie dzieciństwa – wspólnego wychowywania się).

- Mechanizm podobieństwa (dopasowania fenotypów)[2][3] – czyli wrodzona skłonność do zachowań altruistycznych, aktywowana przez podobieństwo na zasadzie: „Jeśli jest podobny, pomóż mu” („podobny” oznacza krewnego)